# 阮文理 (人權活動家)
达陡·阮文理（越南语：／，1946年5月15日—），越南天主教神父、異見人士，長期致力於民主運動，使他被越南當局囚禁了接近15年。由於阮文理本人持續被囚禁及參與非暴力抗爭，國際特赦組織於1983年12月認同他是一名良心犯。 2007年，他又因支持8406集团的民主宣言而被控顛覆國家罪入獄8年，但因為患脑瘤而獲缓刑一年，直到2011年再因其他罪名被捕。

## 生平
生于广治省永靈縣永执社三坪村（越南语：／）。自1970年代起就因與越南共產黨政府政見不合，被政府以「反革命及破壞人民團結」的罪名而被判入獄接近15年：先是於1977–78被囚禁一年，之後1983年5月到1992年7月再被囚禁多9年。由於其一直以來堅持非暴力抗爭以致入獄，國際特赦組織於1983年12月承認他為良心犯。2000年11月，在美國總統克林頓訪問越南期間，宗教自由委員會的成員在他的村莊拜訪了他，引起了全球的關注。2001年5月17日，阮文理在教堂被捕，原因是他被指控“未能遵守國家授權機構發布的緩刑決定”。
2007年2月19日，警察包圍並突襲了順化總教區，洗劫了辦公室，沒收了電腦並逮捕了他。阮文理於2007年2月24日至3月5日期間絕食。他於2007年3月30日再次被判處八年徒刑，法庭出庭在越南進行了電視轉播，外國記者獲准出席。在審判期間，當阮文理試圖大喊“打倒共產”（Đả Đảo Cộng Sản）時，他立即被身後的安保人員用手捂住嘴。 阮文理踢了欄杆，然後一再以反共言論和詩歌打斷法庭的訴訟程序。這段視頻和圖片後來在互聯網上廣為流傳。包括當時的美國國務卿康多莉·扎賴斯在內的歐美領導人譴責了這次逮捕。美國國會議員克里斯托弗·史密斯提出眾議院決議，呼籲越南立即無條件釋放他和他的同案被告。美國國會議員Zoe Lofgren寫了一封信給美國國務卿，敦促美國國務院將越南重新列入特別關注國家，因為越南侵犯人權和宗教自由。
阮文理於2009年11月14日中風，被送往監獄198號醫院。國際特赦組織發起公眾向越南政府致函，以確保阮文理在醫院和返回監獄時能夠獲得足夠的醫療保健。2010年3月17日，阮文理在美国总统奥巴马对越南进行国事访问2天前獲准提早假釋。2011年2月，阮文理被越南政府指“继续参与违法活动，例如搜集、储存和散布反对越南共产党和国家的文件，煽动民众干扰国家安全和举行示威”再度入獄。國際特赦組織再度發起行動要求越南政府停止再度監禁阮文理。結果，阮文理仍然於2011年7月25日回到獄中。2012年3月6日，美國前路易斯安那州越南裔眾議員高光映帶領一個美籍越南裔游說團，建議時任美國總統奧巴馬及美國國會應當因為阮文理等多位被越南政府囚禁的異見人士而採取更強硬立場。

## 外部連結
- . New York Times. 2007-03-31  [2017-07-26]. （原始内容存档于2018-08-14） （英语）.